# Schloss Fikensolt

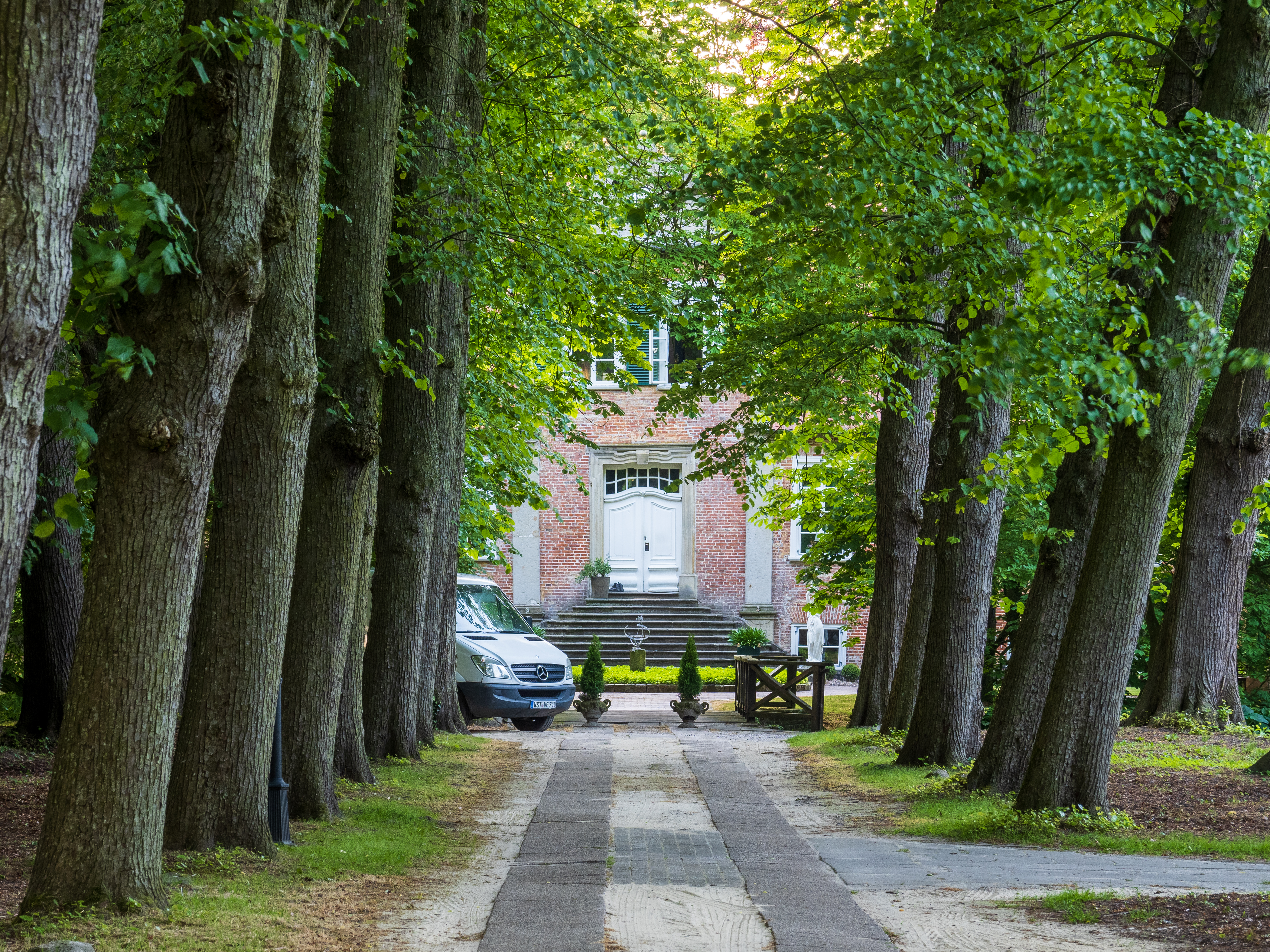
Allee zum Schloss Fikensolt

Fikensolt ist ein Wasserschloss bei Westerstede im niedersächsischen Landkreis Ammerland. Das Schloss war der ehemalige Sitz der Herren von Fikensolt.

## Geschichte
Im Jahr 1457 fand bei Fikensolt die „Schlacht bei Fikensolt und Mansingen“ statt, in der die Grafen von Oldenburg auf die ostfriesischen Häuptlinge stießen und die Vorherrschaft in Nordoldenburg errangen (siehe das Denkmal bei Fikensolterfeld).
Das Wasserschloss entstand als Barockschlösschen in der zweiten Hälfte des 18. Jahrhunderts als Nachfolger der früheren Burganlage der Ritter von Fikensolt. Die Ritter von Fikensolt werden in der um 1400 geschriebenen Rasteder Chronik für das Jahr 1127 als Mitstreiter der Oldenburger Grafen in den Stedingerkriegen erwähnt. Nach dem Aussterben der Herren von Fikensolt 1613 ging der Besitz zunächst im Erbgang an entfernte Verwandte und wurde später verkauft. Der ungefähr quadratische Burgplatz besaß eine Seitenlänge von ca. 35 m Seitenlänge war von einem Wall und einem ca. 10 m breiten Graben umgeben. 1973 wurde bei einer Ausgrabung sowohl der Graben als auch Häuser in der Vorburg erfasst, die in zwei Phasen im 12./13. und 14./15. Jahrhundert errichtet wurden.
Heute steht vom ehemaligen Rittergut Fikensolt nur noch das Gutshaus. Hier übernachtete im September 1850 mehrere Tage der Mitbegründer der deutschen Baptistengemeinden Julius Köbner. Der Grund dieses Aufenthalts war die Einweihung der Felder Baptistenkirche.
Das Anwesen wurde in den Jahren 1985–88 renoviert und ist als Privateigentum nicht der Öffentlichkeit zugänglich.